# Bojna PZO GMTBR
Bojna protuzračne obrane Gardijske motorizirane brigade smještena je u vojarni "Benkovac". Nastala u sklopu posljednjeg preustroja, ta je postrojba ustrojena od bitnica iz redova nekadašnjih gardijskih brigada, 1. i 2. te 4. GBr, a u njezin je sastav ušao i dio pripadnika 204. brigade PZO-a. Svojevrsna strukovna postrojba popunjavala se pripadnicima PZO postrojbi iz više ustrojbenih cjelina, a nakon formalnog ustrojavanja uslijedilo je i preseljenje svih tih pripadnika zajedno sa sredstvima i opremom iz Splita i Knina te Varaždina i Karlovca u Benkovac.